# Andrew Lazar
Andrew Lazar (* 1966 in New York City) ist ein US-amerikanischer Filmproduzent.

## Leben
Andrew Lazar wuchs in Los Angeles auf und studierte später  Politik und Filmproduktion an der New York University. Dort schloss dort mit dem Bachelor ab. Nach dem Studium arbeitete er mit Richard Zanuck zusammen. Anschließend wurde er Vizepräsident bei der Produktionsgesellschaft Dino De Laurentiis Communications. Sein Debütwerk war Assassins – Die Killer. Danach arbeitete er unter anderem an den Filmen Bound – Gefesselt, Der Macher (1997) und Unforgettable. Anschließend gründete er Mad Chance, die zu Warner Bros. gehört, aber auch mit New Line Cinema und Touchstone Pictures zusammenarbeitet.
Bekannte Filme unter seiner Mitwirkung waren unter anderem Space Cowboys (2000), Cats & Dogs – Wie Hund und Katz (2001), Geständnisse – Confessions of a Dangerous Mind (2002), Get Smart (2008) und I Love You Phillip Morris (2009).
Der von ihm produzierte Film American Sniper wurde für die Oscarverleihung 2015 als Bester Film nominiert.

## Filmografie (Auswahl)
- 1995: Assassins – Die Killer (Assassins)
- 1996: Unforgettable
- 1997: Der Macher (The Maker)
- 1999: 10 Dinge, die ich an Dir hasse (10 Things I Hate About You)
- 1999: The Astronaut’s Wife – Das Böse hat ein neues Gesicht (The Astronaut’s Wife)
- 2000: Panic
- 2000: Space Cowboys
- 2000: Lucky Numbers
- 2001: Cats & Dogs – Wie Hund und Katz (Cats & Dogs)
- 2002: Tötet Smoochy (Death to Smoochy)
- 2002: Geständnisse – Confessions of a Dangerous Mind (Confessions of a Dangerous Mind)
- 2004: Mission: Possible – Diese Kids sind nicht zu fassen! (Catch That Kid)
- 2008: Get Smart
- 2008: Get Smart: Bruce und Lloyd völlig durchgeknallt (Get Smart’s Bruce and Lloyd: Out of Control)
- 2009: I Love You Phillip Morris
- 2010: Jonah Hex
- 2010: Cats & Dogs: Die Rache der Kitty Kahlohr (Cats & Dogs: The Revenge of Kitty Galore)
- 2014: Behaving Badly – Brav sein war gestern (Behaving Badly)
- 2014: American Sniper
- 2014: 10 Things I Hate About Life
- 2015: Mortdecai – Der Teilzeitgauner (Mortdecai)
- 2016: Rupture – Überwinde deine Ängste (Rupture)
- 2020: Denk wie ein Hund (Think Like a Dog)
- 2020: Cats & Dogs 3 – Pfoten vereint! (Cats & Dogs 3: Paws Unite)
- 2020: Clouds
- 2021: Last Looks
- 2022: Überredung (Persuasion)
- 2023: Nyad
- 2024: The Killer’s Game
- 2024: Brothers
- 2025: G20